# Semer Water
Semer Water (alternative Schreibweise Semerwater) ist ein natürlicher See in den Yorkshire Dales. Er liegt in Raydale, einem Seitental des Wensleydale.

## Beschreibung
Unter den natürlichen Seen in den Yorkshire Dales ist Semer Water der zweitgrößte (nach Malham Tarn). Der See misst in der größten Ausdehnung 800 m und bedeckt eine Fläche von 0,4 km². Er wird vom Raydale Beck gespeist und speist seinerseits Englands kürzesten Fluss, den River Bain, der schon nach knapp 4 km in den River Ure einmündet.
In der Nachbarschaft des Sees liegen die Weiler Countersett (nördlich), Marsett (südwestlich) sowie Stalling Busk (südlich) und einige Einzelgehöfte.
Der seit 1153 belegte Name ist pleonastisch gebildet und stammt ab vom altenglischen sæ („See“), mere (ebenfalls „See“) sowie water („Wasser“). Häufig wird der Name noch mit einem vierten bedeutungsgleichen Bestandteil zu „Lake Semerwater“ erweitert.

## Nutzung
Semer Water ist vom nördlich verlaufenden Wensleydale aus über mehrere kleine Straßen erreichbar. Südlich und südwestlich verläuft ein Höhenzug, der das Raydale vom Langstrothdale trennt; darüber führt keine allgemein nutzbare Straßenverbindung. Der See wird als Erholungsgebiet, für Wassersport und zum Fischen genutzt und darf als einziger See in den Yorkshire Dales mit Segelbooten befahren werden.
Am Nordufer befindet sich ein kostenpflichtiger Parkplatz mit Infotafel.

## Naturschutz
Seit 1975 gilt Semer Water und seine Umgebung als Site of Special Scientific Interest, steht also unter Naturschutz.